# Ethopolys integer
Ethopolys integer är en mångfotingart som beskrevs av Chamberlin 1919. Ethopolys integer ingår i släktet Ethopolys och familjen stenkrypare.

## Underarter
Arten delas in i följande underarter:
- E. i. alaskanus
- E. i. integer